# Cyclocephala marginicollis
Cyclocephala marginicollis är en skalbaggsart som beskrevs av Gilbert John Arrow 1902. Cyclocephala marginicollis ingår i släktet Cyclocephala och familjen Dynastidae. Inga underarter finns listade i Catalogue of Life.